# Juillac (Corrèze)
Juillac é uma comuna francesa na região administrativa da Nova Aquitânia, no departamento de Corrèze. Estende-se por uma área de 33,14 km². Em 2010 a comuna tinha 1 142 habitantes (densidade: 34,5 hab./km²).